# Miragaia (dinosauriër)
Miragaia is een geslacht van plantenetende ornithischische dinosauriërs, behorend tot de groep van de Stegosauria, dat tijdens het late Jura leefde in het gebied van het huidige Portugal.
De eerste fossielen van Miragaia werden in 1999 gevonden. Het geslacht kreeg in 2009 zijn naam die zoiets als "wonderlijke aardgodin" betekent toen de typesoort Miragaia longicollum benoemd werd. Van Miragaia is voornamelijk de voorkant van het skelet bekend. Veel is nog onzeker over de bouw.
Miragaia was een viervoetige planteneter die ruim zes meter lang werd en twee ton zwaar. Zij had een kleine kop en stevige voorpoten. Miragaia onderscheidt zich vooral door een zeer lange nek met meer halswervels dan andere stegosauriërs. Misschien diende de nek om hogere planten te bereiken. Op de nek stonden twee rijen kleine beenplaten en verder werd het dier verdedigd door stekels.

## Vondst en naamgeving
In augustus 1999 en augustus 2001 werden in het noorden van Portugal bij Lourinhã de resten opgegraven van een stegosauriër. De fossielen werden ontdekt bij de aanleg van een weg, door de constructiewerkzaamheden ging wellicht de achterste helft van een skelet verloren. Al tijdens de berging werden de beenderen geïmpregneerd met een kunsthars op acrylaatbasis en daarna verpakt in gips. De fossielen zijn daarna geprepareerd met assistentie van de Nederlander Aart Walen. Met mechanische hulpmiddelen en zuurbaden werden de botten vrijgelegd en daarop verder versterkt door kunstharsen en geplakt met secondelijm. De vondst werd eerst aangezien voor een exemplaar van Dacentrurus.
De typesoort Miragaia longicollum is in 2009 beschreven en benoemd door de Portugese Octávio Mateus, de Britse Susannah Maidment en de Deen Nicolai Christiansen. De geslachtsnaam verwijst naar Miragaia, een dorpje bij Porto, en de Miragaialaag. De beschrijvers zien de naam echter ook als een toespeling op het Latijnse mirus, "wonderlijk" en Gaia, de aardgodin. De soortaanduiding betekent "langnek" in het Latijn van longus, "lang" en collum, "hals", een verwijzing naar het meest opvallende kenmerk van het dier.
Het holotype, ML 433, is gevonden in de Sobralformatie (ook wel gezien als de Sobralafzetting van de Farta Paoformatie), gevormd in het Kimmeridgien-Tithonien, ongeveer 150 miljoen jaar geleden. Het bestaat uit de voorkant van het skelet. Bewaard zijn gebleven: een gedeeltelijke schedel met een rechterpraemaxilla, een linkerbovenkaaksbeen, een linkerneusbeen en een rechterpostorbitale; de ossa angularia van de onderkaken; twee voorste ruggenwervels; een complete reeks van vijftien halswervels minus atlas en draaier, twaalf ribben, een chevron, een volledige schoudergordel en de bijna complete voorste ledematen waaronder van de pols en handen, een mogelijk os carpi intermedium, een eerste rechtermiddenhandsbeen en drie eerste vingerkootjes. Van de huidverbeningen zijn dertien platen gevonden en een stekel. De botten lagen niet in verband maar verspreid over een oppervlak van vijf bij zeven meter. De beschrijving is mede gebaseerd op een paratype, ML 433-A, bestaande uit bekkendelen (een linkerdarmbeen en een rechterschaambeen), twee verband gevonden ruggenwervels en drie wervelbogen van een jong dier. De botten van het tweede exemplaar werden aangetroffen in mengeling met die van het holotype; de toewijzing van wervels aan het holotype gebeurde op grond van de grootte. De schedel is de eerste stegosauriërschedel in Europa gevonden.
Van de beenderen zijn afgietsels gemaakt in polyurethaan en polyester. Aangevuld met elementen die afgeleid waren van andere stegosauriërs werd hiermee een skeletmodel opgesteld.
In 2010 stelde de Spaanse paleontoloog Alberto Collos dat de fossielen van Miragaia niet te onderscheiden waren van resten die in Spanje zijn aangetroffen en aan Dacentrurus werden toegewezen of van het holotype van Dacentrurus uit Engeland, daar de unieke kenmerken van Miragaia aanwezig zijn bij skeletelementen die niet bij beide taxa aangetroffen zijn. Hij meende dat Miragaia daarom een jonger synoniem was van Dacentrurus. Er werd hierna ook wel gesproken van een Dacentrurus longicollum. De meeste paleontologen echter leiden uit de geringe hoeveelheid overlappend materiaal af dat een identiteit juist niet afdoende bewezen kan worden en zulke taxa, althans voorlopig, beter gescheiden kunnen worden gehouden, ook omdat het onzeker is of de Spaanse vorm wel identiek is aan de Britse Dacentrurus.
In 2019 echter werd een derde exemplaar beschreven dat al in 1959 was gevonden bij Atouguia da Baleia, Peniche, ook in Portugal, vermoedelijk door Georges Zbyszewski. Een halve eeuw bleef het opgeslagen in de kratten waarin het was verzonden totdat het in 2009 werd opgemerkt door Bruno Pereira die Octávio Mateus er opmerkzaam op maakte. Van 2015 af was het het onderwerp van een dissertatie door Francisco Costa die het prepareerde tussen mei 2015 en september 2017. Dit specimen MG 4863 is wat fragmentarisch maar vertegenwoordigt delen van vrijwel het volledige lichaam. Het mist het grootste deel van de schedel en de voorpoten maar is toch de meest volledige dinosauriër ooit in Portugal gevonden en de meest complete stegosauriër uit Europa. In 2019 werd geconcludeerd dat Miragaia een geldig taxon was en dat Alcovasaurus er meer kenmerken mee deelde dan met Dacentrurus, wat als reden werd gezien A. longispinus te hernoemen tot een tweede soort van het geslacht: Miragaia longispinus. Zulk een hernoeming berust altijd op een subjectieve keuze. In ieder geval moet dan de naam geëmendeerd worden tot Miragaia longispina.

## Beschrijving

### Grootte en onderscheidende kenmerken
Miragaia was een planteneter van een zes meter lengte. Gregory S. Paul schatte in 2010 de lichaamslengte op zesenhalve meter, het gewicht op twee ton.
De beschrijvers wisten zes onderscheidende kenmerken vast te stellen. De praemaxilla is naar voren toe tot een punt uitgerekt. De voorste zijrand van de praemaxilla steekt naar onderen uit. Er zijn minstens zeventien halswervels. De doornuitsteeksels van de middelste halswervels hebben een inkeping aan hun voorste basis met direct erboven een naar voren gericht uitsteeksel. De wervels van de middelste en achterste nek en de voorste rug hebben doornuitsteeksels met een bovenaan overdwars verbreed uiteinde. Op de nek staan twee rijen gepaarde driehoekige beenplaten met een licht bolle buitenzijde en een inkeping en uitsteeksel op de bovenste voorrand.
In 2019 kon dit uitgebreid worden met een groot aantal autapomorfieën. Het bovengenoemde uitsteeksel op het doornuitsteeksel is een uitloper van de richel naar het achterste gewrichtsuitsteeksel, die begint vóór de epipofyse. De bovengenoemde vorm van de platen was een vergissing omdat ze omgedraaid moeten worden zodat binnenzijde bol wordt en de inkeping zich op de achterrand bevindt. Bij de halswervels staan de doornuitsteeksels vooraan op de voorste helft van het centrum en schuiven naar achteren meer achteraan in de reeks. Behalve bij de allervoorste halswervels hebben de zijuitsteeksels in de nek een lengte die meer dan de helft bedraagt van die van het wervellichaam. Bij de halswervels hebben de voorste gewrichtsuitsteeksels achteraan een rond profiel in zijaanzicht en vooraan een recht profiel met een inkeping op de voorste bovenrand. Bij de eerste staartwervel heeft het zijuitsteeksel een gesloten kanaal in de binnenste bovenkant. Op de staartbasis hellen de doornuitsteeksels naar achteren in de reeks steeds meer naar achteren tot een hoek van 45° tussen de achtste en elfde wervel. Tussen de tiende en twaalfde staartwervel is de hoogte van het doornuitsteeksel tot een vijfde verminderd en verder naar achteren in de reeks zijn de doornuitsteeksels niet meer dan lage richels. Op de schacht van het dijbeen bevinden zich koordvormige lengterichels, twee aan de achterkant en een aan de buitenste voorzijde, die zich onderaan splitsen.

### Skelet

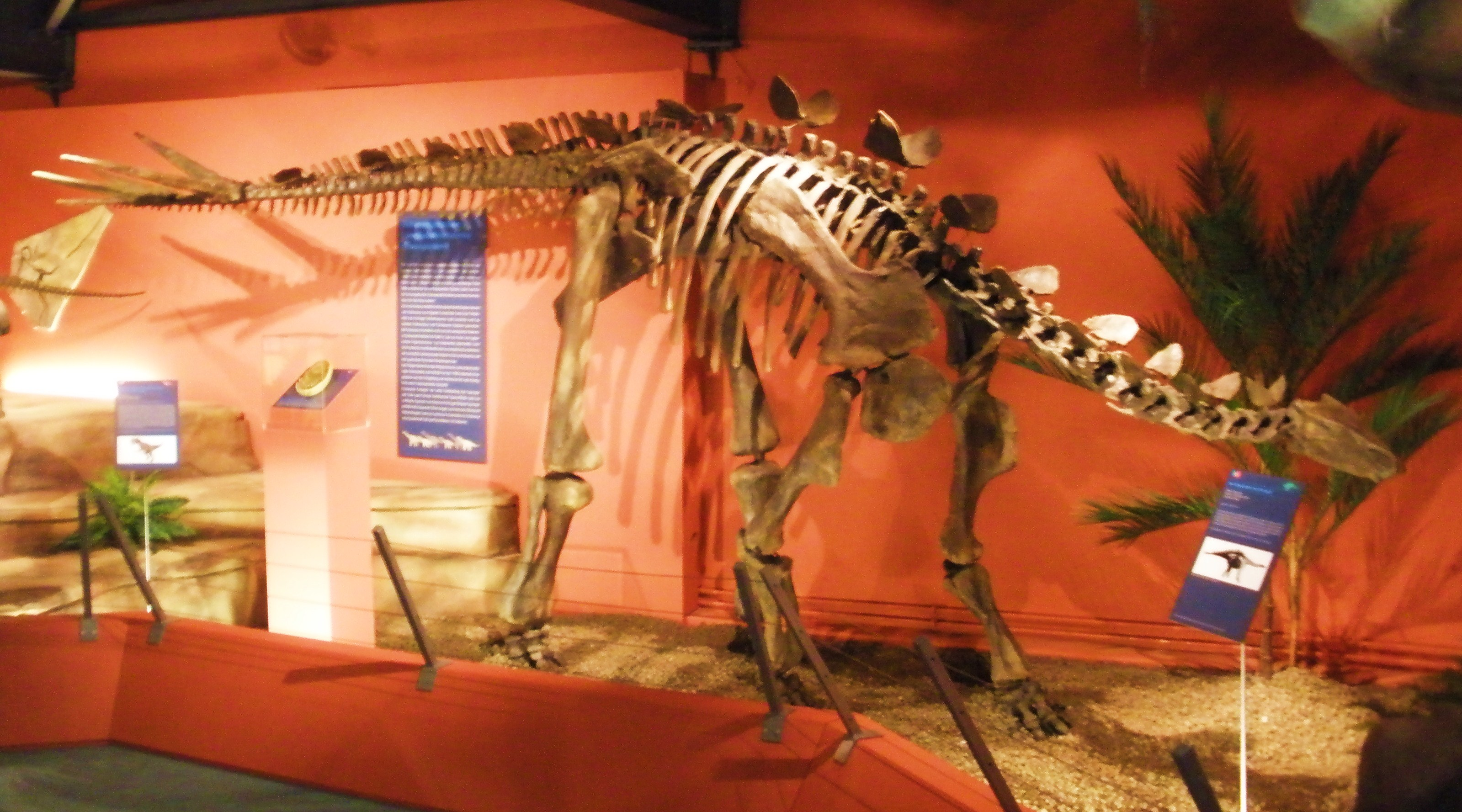
Een model van het skelet

#### Schedel en onderkaken
De schedel van Miragaia is langwerpig en laag. Het bovenprofiel van de snuit loopt naar voren toe wat af tot aan de insnoering in het achterdeel van de praemaxillae die een smalle tandeloze bovensnavel vormen. Ook in bovenaanzicht is er een insnoering. Daarvóór verwijden de praemaxillae zich weer in evenwijdige lijnen om uiteindelijk vlak voor het niveau van de snuitpunt weer naar elkaar toe te buigen. Ze raken elkaar in een complexe structuur die in bovenaanzicht een W-vorm heeft: het bovenprofiel loopt scherp naar achteren terug om vlak voor het raakpunt weer plots naar voren uit te steken in een scherp puntje. Stegosaurus heeft hier een U-vormige kleine inkeping met een bol puntje. In zijaanzicht hangt de onderrand van de praemaxilla schepvormig af. De zijrand van het verhemelte volgt deze beweging en hangt vooraan af, naar achteren weer oplopend. Het neusgat is groot en heeft de vorm van een langwerpige liggende driehoek met een punt naar beneden gericht. Achter de punt loopt de achterste tak van de praemaxilla hoog op, het grootste deel van de achterste onderrand van het neusgat vormend. Ook de dunne opgaande tak van de praemaxilla reikt ver naar achter zodat het neusbeen maar een kleine bijdrage levert aan de rand van het neusgat, de achterste punt daarvan omvattend.
Het neusbeen is langwerpig en bovenop wat bol. Het is echter mogelijk dat de bolheid (ten dele) het gevolg is van een vervorming van het fossiel. Het bovenvlak is ook wat geornamenteerd: oneffenheden doen vermoeden dat de snuit voorzien was van bulten van hoorn. De neusbeenderen worden achteraan U-vormig ingekeept door de voorhoofdsbeenderen. Het raakvlak met het bovenkaaksbeen is een opstaande richel. Het postorbitale is een klein driestralig element.
Het bovenkaaksbeen heeft zestien tandposities; een gedeelte van de achterste tak is tandeloos. Het bovenkaaksbeen is vooraan overdwars dun en verdikt naar achteren toe. Het bovendeel van het bovenkaaksbeen is ingesprongen ten opzichte van de tanddragende onderkant.
In de onderkaak heeft het angulare vooraan een gebogen evenwijdig lopende onderrand en bovenrand; de laatste is wellicht de onderrand van een wat groter zijvenster.

#### Postcrania

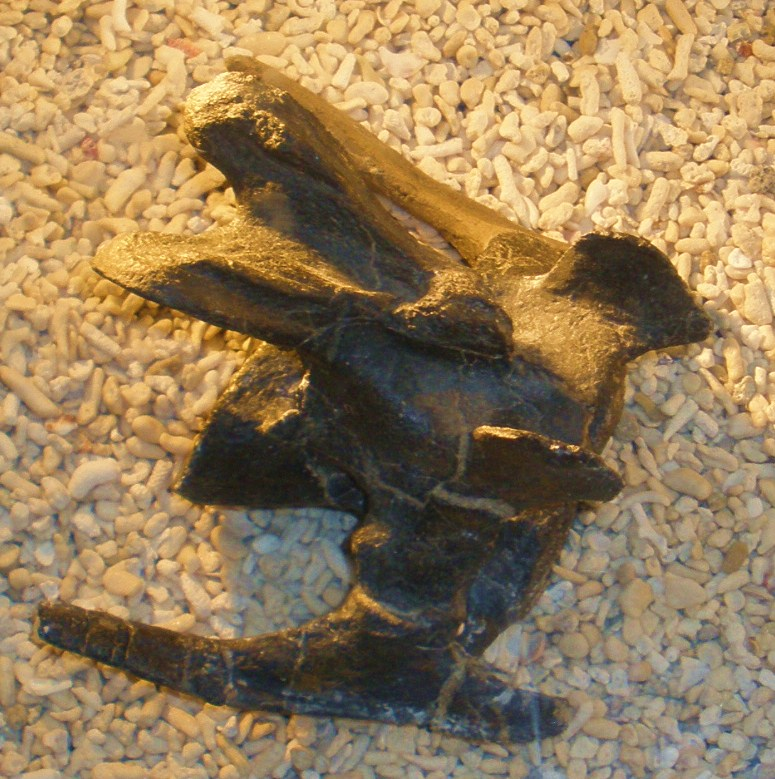
Een halswervel van Miragaia, van rechtsboven bezien. Onderaan is de vergroeide nekrib duidelijk zichtbaar met het extra puntje naar voren toe. Midden boven op de wervelboog is er een laag doornuitsteeksel, uitlopend in richels op de naar achteren wijzende postzygapofysen. De opstaande uitsteeksels rechts zijn de prezygapofysen

##### Wervelkolom
Aangezien de reeks van vijftien gevonden halswervels ongetwijfeld vooraf werden gegaan door een atlas en een draaier, zijn er zeventien halswervels, een uniek hoog aantal voor een stegosauriër. De halswervels zijn amfiplat: de voorste en achterste facetten van het wervellichaam zijn plat. De wervellichamen zijn langer dan overdwars breed. Naar achteren toe in de reeks worden deze centra groter en minder langwerpig. De middelste en achterste halswervels zijn gekield. De halswervels dragen forse nekribben die lang zijn en dik. De nekrib is met de onderste  ribkop, het capitulum, vergroeid aan de parapofyse, het facet van het onderste ribgewricht. De parapofyse bevindt zich aan de voorste zijkant van het wervellichaam, onder de naad met de wervelboog. De nekrib steekt ver naar achteren uit maar er is ook een voorste uitsteeksel van het capitulum uit dat tot aan de voorrand van het centrumfacet reikt. Bij de wervels van de middelste nek tot aan minstens de voorste rug zijn de doornuitsteeksels bovenaan overdwars verbreed door verruwingen die dienden als aanhechting voor de pezen die tussen de wervels liepen. De verbreding sterkt zich naar voren verder uit dan het niveau van de basis van het doornuitsteeksel zodat die basis in zijaanzicht een inkeping vormt. Ook overdwars is de basis ingesnoerd. Direct onder de zijkant van de basis ligt een gezwollen richel die naar achteren doorloopt over de bovenkant van de basis van het achterste gewrichtsuitsteeksel. Deze postzygapofyse steekt naar achteren tot ver voorbij het achterste facet van het wervellichaam uit. De prezygapofysen aan de voorkant zijn korter. Zij hebben in zijaanzicht een inkeping in de voorste bovenrand.
Naar achteren nemen op de halswervels de doornuitsteeksels in hoogte toe. De twee bewaarde ruggenwervels hebben nog langere doornuitsteeksels. De beschrijvers namen aan dat de nek verlengd was door het opnemen van de voorste ruggenwervels. In dat geval zou de rug vrij kort moeten zijn geweest. Een gedrongen bouw van de romp is ook bekend van Stegosaurus, hoewel daar niet gepaard gaande met een reductie in het aantal wervels.

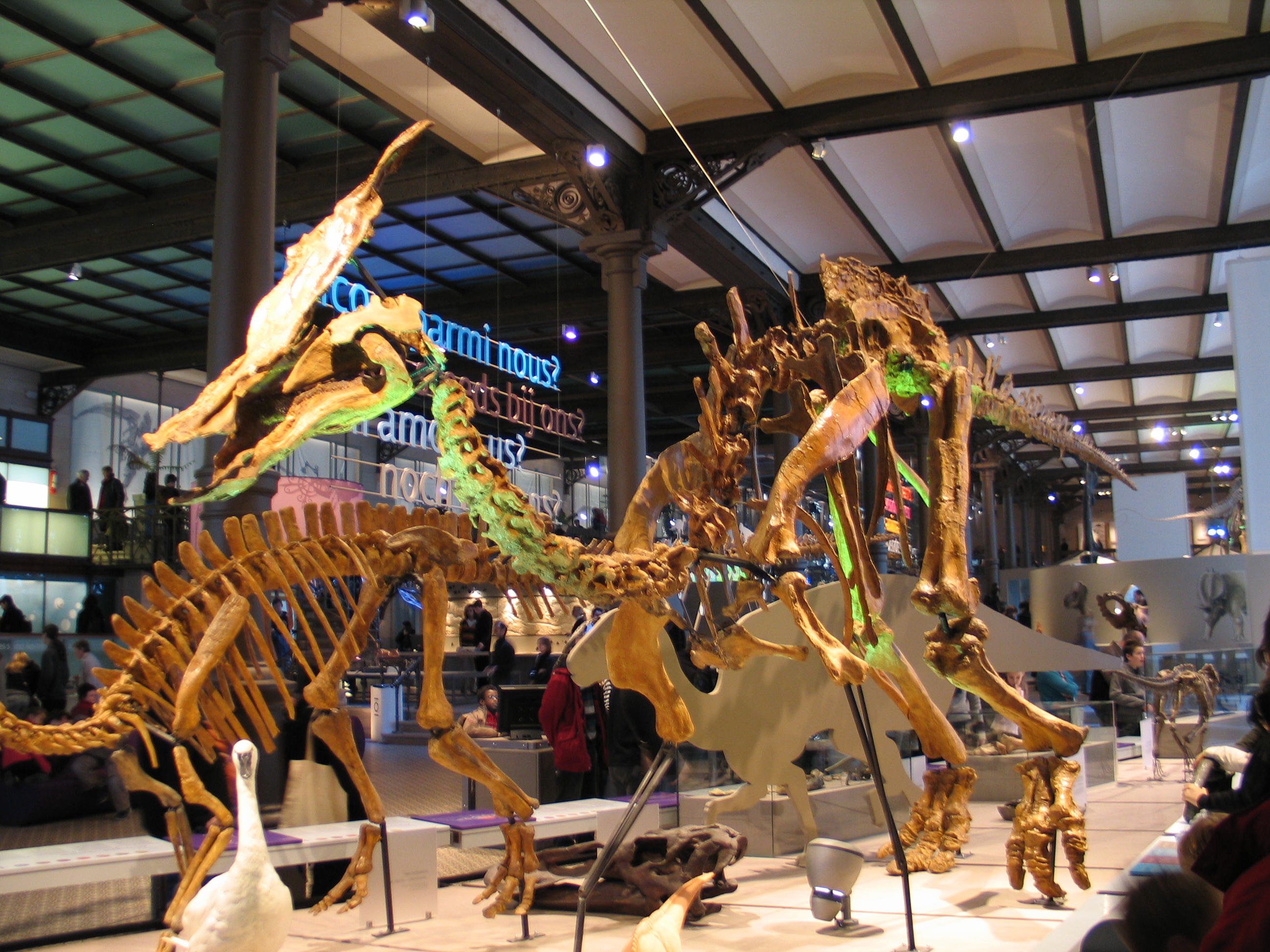
Olorotitan heeft een halswervel meer dan Miragaia

De beschrijvers wijdden een grondige beschouwing aan de aard van de verlenging van de nek. Oorspronkelijk hadden de Thyreophora vermoedelijk negen halswervels en dit aantal komt ook voor bij de basale stegosauriër Huayangosaurus. Latere stegosauriërs hebben meer halswervels; zo zijn er dertien bij Hesperosaurus en twaalf of dertien bij Stegosaurus. De beschrijvers zagen hier een "trend" in, met de zeventien wervels van Miragaia als hoogtepunt daarvan. Dit aantal is inderdaad opmerkelijk daar het immers zelfs bij de langnekkige Sauropoda niet overtroffen wordt: de sauropode recordhouders Mamenchisaurus, Omeisaurus en Euhelopus evenaren hierin Miragaia slechts. De beschrijvers meenden zelfs dat Miragaia de meeste halswervels had van enig bekend lid van de Ornithischia en dat zeventien een record was voor de Archosauria met uitzondering van de vogels maar daarin vergisten zij zich: de al in 2003 beschreven hadrosauride Olorotitan heeft er achttien.
Bij een verlenging van de nek kunnen er in beginsel drie mechanismen werkzaam zijn die alle van de sauropoden bekend zijn. Om te beginnen kunnen de individuele halswervels langer worden. Een tweede mogelijkheid is dat er in de nek nieuwe wervels evolueren. Een laatste proces is dat er wervels van de rug in de reeks halswervels worden opgenomen. Het eerste mechanisme was bij Miragaia niet erg belangrijk: de wervels zijn weliswaar langwerpiger dan bij een basale vorm als Huayangosaurus maar niet heel veel sterker dan bij Stegosaurus. Het is mogelijk dat er een extra wervel bij kwam want bijvoorbeeld Stegosaurus heeft minstens één presacrale wervel meer, dus over het totaal bekeken van halswervels en ruggenwervels, dan de vijfentwintig bij Huayangosaurus. Doordat de ruggengraat grotendeels onbekend is, kan dit bij Miragaia niet gecontroleerd worden. De beschrijvers achtten het echter niet waarschijnlijk dat dit een grote rol speelde want bij stegosauriërs vindt typisch het eerste mechanisme plaats: ruggenwervels "verhuizen" van de rug naar de nek. Hesperosaurus heeft door dit fenomeen dertien ruggenwervels over tegenover zestien bij Huayangosaurus. Dit verschijnsel is minder vreemd dan het misschien lijkt, want bij dinosauriërs gaan de halswervels geleidelijk in vorm in de ruggenwervels over. Het is daarom vaak een twistpunt waar men de grens moet leggen en grensgevallen noemt men daarom wel "cervicodorsaal". De beschrijvers namen als criterium de positie van het onderste ribfacet, de parapofyse: lag die op het wervellichaam dan was het een halswervel; was het facet op de wervelboog geschoven dan sprak men van een ruggenwervel. Problematisch is dat een "cervicalisering" van vier ruggenwervels de rug sterk verkort. Als de uitgangspositie dertien wervels was, zouden er maar negen overblijven, terwijl alleen al het schouderblad acht wervels lijkt te beslaan. Dit lijkt erop te wijzen dat, tenzij juist de ruggenwervels langwerpiger werden, de verkorting parallel plaatsvond aan die van de Stegosaurus-Hesperosaurus-groep, van een hoger beginaantal uit. Het skeletmodel toont aldus een dozijn ruggenwervels. Zelfs dan is het echter nodig dat er in enige fase wat meer presacrale wervels bij kwamen om op zeventien halswervels uit te komen.
De beschrijvers bespraken ook de mogelijke onderliggende genetische processen van deze veranderingen. Ze wezen erop dat bij reptielen het aantal halswervels zeer variabel is. Kennelijk konden kleine mutaties de neklengte al veranderen. Bij zoogdieren zorgen minstens vier hoxgenen ervoor dat de nek geen ribben ontwikkelt en slechts één wervel een zekere overgang vertoont naar de ruggengraat. De wervelkolom wordt zo strak gesegmenteerd en er zijn meestal precies zeven halswervels. Bij een moderne dinosauriër als de kip echter, reguleert alleen het Hoxb5-gen de neklengte. Dit staat een grote mate van evolutionaire plasticiteit toe.
In 2019 konden door de studie van MG 4863 ook kenmerken van de rug en de staart gegeven worden. In de rug staan de zijuitsteeksels maar matig schuin omhoog, onder een hoek van 30°, terwijl het dubbele normaal is voor de meeste stegosauriërs. De wervels zijn breder dan lang en worden naar achteren in de reeks relatief breder, terwijl het omgekeerde normaal is. Alle startwervels zijn breder dan lang of hoog en hoger dan lang, net als bij Alcovasaurus. De voorste staartwervels hebben een ronde dwarsdoorsnede die meer naar achteren in de reeks appelvormig wordt door een bovenste uitholling en vlakke onderkant, terwijl een vijfhoek normaal is. Horizontale richels op het centrum ontbreken. Het wervellichaam is zo meer ingesnoerd, zonder kiel. De gewrichtsfacetten hebben uitsteeksels net onder het ruggenmergkanaal en tonen concentrische ringen, in plaats van uniform glad te zijn. Het ruggenmergkanaal is opvallend smal en de wervelboog is verkleind bij de middenstaart. De zijuitsteeksels lopen door tot minstens de zevenendertigste wervel. Van Alcovasaurus is een nog verder doorlopen bekend. Ze zouden kunnen hebben gediende als aanhechting voor sterke zijspieren om de "thagomizer" te zwaaien. De doornuitsteeksels zijn bovenaan langer dan breed terwijl het omgekeerde een synapomorfie van de Stegosauria was geacht te zijn. De doornuitsteeksels nemen abrupt in grootte af en verdwijnen bij de achttiende wervel terwijl een geleidelijke afneming normaal is tot wel de vijfendertigste wervel. Het kanaal in de bovenkant van het zijuitsteeksel van de eerste wervel wordt gevormd door een uitgroeien naar binnen toe van het voorste uitsteeksel van de wervelboog dat nu het doornuitsteeksel bereikt.
De ribkop van het capitulum maakt bij een rib een hoek van slechts 45° met de schacht wat op een brede borstkas kan duiden maar wellicht ook slechts de positie van de rib weerspiegelt.

##### Ledematen

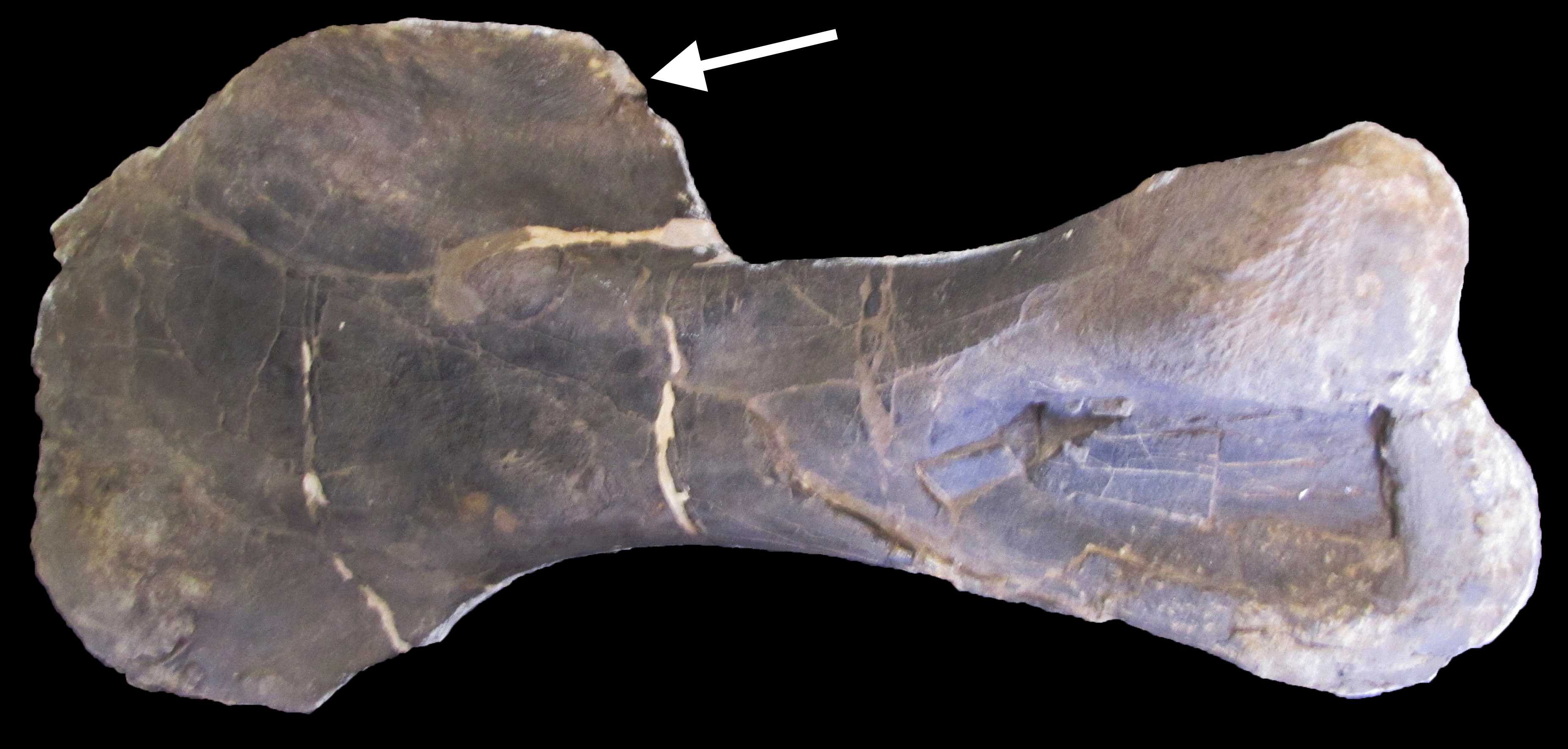
Het rechteropperarmbeen; de pijl wijst naar de crista deltopectoralis

De schoudergordel is krachtig gebouwd. Het schouderblad is relatief kort en naar achter gekromd. De beide randen lopen bijna evenwijdig met een lichte verbreding van het blad naar boven toe. De processus acromialis op de onderste voorrand is een grote rechthoekige structuur met een scherpe bovenhoek. Het ravenbeksbeen is kleiner dan dit akromion en steekt schuin naar voren en onderen uit, slechts ongeveer de helft van de onderrand van het schouderblad rakend. Het heeft een afgeronde onderzijde, een bolle buitenzijde en een holle binnenzijde.
Het opperarmbeen is robuust maar niet extreem. De deltopectorale kam steekt driehoekig naar voren en binnen uit. Aan de achterkant is er een opvallende verheffing als aanhechting voor de musculus triceps brachii. De gebruikelijke van daaruit naar beneden lopend verticale richel is niet zeer goed ontwikkeld. De ellepijp is matig lang, met een puntige ver uitstekende processus olecrani aan de achterste bovenzijde. Dit uitsteeksel draagt een opvallende bekervormige structuur. De structuur is ruwer dan het gladde bot van de schacht. De beschrijvers opperden — niet als eersten — dat de verlenging van het uitsteeksel in feite een vastgegroeide verbeende pees of kapsel zou zijn, de reden dat het bij jonge dieren ontbreekt. Het spaakbeen heeft een ronde schacht en is iets naar achteren gebogen. Het bovenvlak van het spaakbeen is middenin licht hol met een ruwe omtrek. Het bovenvlak van het eerste middenhandsbeen is driehoekig met de lange punt van voor naar achter gericht. De dwarsdoorsnede van de schacht is eveneens driehoekig. In zijaanzicht is het profiel trapeziumvormig.
Bij het schaambeen is de voorste processus praepubicus hoog; net als bij Dacentrurus bevindt zich een uitsteeksel op de bovenkant van het voorste uiteinde. Het onderste uiteinde van de licht naar boven krommende eigenlijke schacht is iets verbreed.

#### Beenplaten
De dertien aangetroffen beenplaten, huidverbeningen, zijn asymmetrisch: de buitenzijde is licht bol, de binnenzijde hol. Dit wijst erop dat ze in twee rijen stonden, vermoedelijk in paren aan linker- en rechterzijde van nek en rug. De beschrijvers gaven een reconstructie met acht paar op de nek. Ze zijn vrij klein en hebben onderaan grotendeels geen overdwars verbrede basis. Naar achteren nemen ze wat in hoogte toe. Een vermoed laatste paar op de rug heeft wel een verbrede basis onder een gelijkmatig dun bovenstuk. Het profiel van de platen is min of meer driehoekig met een stompe spits. Aan de bovenste voorrand is er een kleine inkeping waardoor daaronder een uitspringende hoek ontstaat. Dit zou de basis kunnen zijn van een scherpe omhoog gerichte punt in de hoornschacht die de beenkern omgaf en verlengde. Bij stegosauriërresten uit Engeland zijn ook aanwijzingen gevonden voor gehaakte rugplaten, met een duidelijker uitsteeksel op de beenkern.
Er is ook een stekel gevonden. Deze is erg lang en recht. Oorspronkelijk werd wegens de lengte gedacht dat het om een schouderstekel zou kunnen gaan. In dat geval is het echter vreemd dat die niet de kromming van de romp volgt. Daarom ging men er later van uit dat het om een deel gaat van de Thagomizer, het slagwapen op het eind van de staart. Het is een basale eigenschap voor stegosauriërs dat de platen min of meer geleidelijk in stekels overgaan. Het is onduidelijk of dit ook voor Miragaia geldt en waar de overgang plaatsvond. In een eerste reconstructie werd de hele staart vol stekels gezet, later nam men aan dat er grotendeels platen op stonden.

## Fylogenie
De beschrijvers voerden een cladistische analyse uit met als uitkomst dat Miragaia verenigd was met de ook al in Portugal aangetroffen stegosauriër Dacentrurus in een klade Dacentrurinae, de zustergroep van Stegosaurus. Miragaia was de zustersoort van Dacentrurus.
De positie van Miragaia in de Stegosauridae volgens de studie van Mateus wordt getoond door dit kladogram:
|  | Dacentrurus |
|  |             |
|  | Miragaia    |
|  |             |

|  | Stegosaurus                                                    |
|  |                                                                |
|  | \| \| Wuerhosaurus \| \| \| \| \| \| Hesperosaurus \| \| \| \| |
|  |                                                                |
|  | Wuerhosaurus                                                   |
|  |                                                                |
|  | Hesperosaurus                                                  |
|  |                                                                |

|  | Wuerhosaurus  |
|  |               |
|  | Hesperosaurus |
|  |               |

|  | Dacentrurus |
|  |             |
|  | Miragaia    |
|  |             |

|  | Stegosaurus                                                    |
|  |                                                                |
|  | \| \| Wuerhosaurus \| \| \| \| \| \| Hesperosaurus \| \| \| \| |
|  |                                                                |
|  | Wuerhosaurus                                                   |
|  |                                                                |
|  | Hesperosaurus                                                  |
|  |                                                                |

|  | Wuerhosaurus  |
|  |               |
|  | Hesperosaurus |
|  |               |

|  | Dacentrurus |
|  |             |
|  | Miragaia    |
|  |             |

|  | Stegosaurus                                                    |
|  |                                                                |
|  | \| \| Wuerhosaurus \| \| \| \| \| \| Hesperosaurus \| \| \| \| |
|  |                                                                |
|  | Wuerhosaurus                                                   |
|  |                                                                |
|  | Hesperosaurus                                                  |
|  |                                                                |

|  | Wuerhosaurus  |
|  |               |
|  | Hesperosaurus |
|  |               |

|  | Dacentrurus |
|  |             |
|  | Miragaia    |
|  |             |

|  | Stegosaurus                                                    |
|  |                                                                |
|  | \| \| Wuerhosaurus \| \| \| \| \| \| Hesperosaurus \| \| \| \| |
|  |                                                                |
|  | Wuerhosaurus                                                   |
|  |                                                                |
|  | Hesperosaurus                                                  |
|  |                                                                |

|  | Wuerhosaurus  |
|  |               |
|  | Hesperosaurus |
|  |               |

|  | Dacentrurus |
|  |             |
|  | Miragaia    |
|  |             |

|  | Stegosaurus                                                    |
|  |                                                                |
|  | \| \| Wuerhosaurus \| \| \| \| \| \| Hesperosaurus \| \| \| \| |
|  |                                                                |
|  | Wuerhosaurus                                                   |
|  |                                                                |
|  | Hesperosaurus                                                  |
|  |                                                                |

|  | Wuerhosaurus  |
|  |               |
|  | Hesperosaurus |
|  |               |

|  | Dacentrurus |
|  |             |
|  | Miragaia    |
|  |             |

|  | Stegosaurus                                                    |
|  |                                                                |
|  | \| \| Wuerhosaurus \| \| \| \| \| \| Hesperosaurus \| \| \| \| |
|  |                                                                |
|  | Wuerhosaurus                                                   |
|  |                                                                |
|  | Hesperosaurus                                                  |
|  |                                                                |

|  | Wuerhosaurus  |
|  |               |
|  | Hesperosaurus |
|  |               |

|  | Dacentrurus |
|  |             |
|  | Miragaia    |
|  |             |

|  | Stegosaurus                                                    |
|  |                                                                |
|  | \| \| Wuerhosaurus \| \| \| \| \| \| Hesperosaurus \| \| \| \| |
|  |                                                                |
|  | Wuerhosaurus                                                   |
|  |                                                                |
|  | Hesperosaurus                                                  |
|  |                                                                |

|  | Wuerhosaurus  |
|  |               |
|  | Hesperosaurus |
|  |               |

|  | Dacentrurus |
|  |             |
|  | Miragaia    |
|  |             |

|  | Stegosaurus                                                    |
|  |                                                                |
|  | \| \| Wuerhosaurus \| \| \| \| \| \| Hesperosaurus \| \| \| \| |
|  |                                                                |
|  | Wuerhosaurus                                                   |
|  |                                                                |
|  | Hesperosaurus                                                  |
|  |                                                                |

|  | Wuerhosaurus  |
|  |               |
|  | Hesperosaurus |
|  |               |

De beschrijvers wezen erop dat de nauwe verwantschap van de Dacentrurinae met de stegosaurusgroep slechts aangetoond wordt door één enkele synapomorfie, gedeelde nieuwe eigenschap: het bezit van de lange postzygapofysen. Een dergelijke ondersteuning door een Bremerwaarde, het aantal verschillen dat nodig zou zijn om tot een ander resultaat te komen, van slechts één, geldt als zeer zwak. Toekomstig onderzoek, gebaseerd op nieuwe gegevens of betere anatomische interpretaties, kan dus makkelijk een afwijkende stamboom opleveren. Zo zijn bij Dacentrurus zelf de postzygapofysen niet eens bekend.

## Levenswijze
Miragaia onderscheidt zich van andere stegosauriërs door een ongeveer tweemaal langere nek met een voor die groep recordaantal van zeventien nekwervels. De beschrijvers vroegen zich af waarom hij uitgeselecteerd was. Een mogelijke oorzaak vormt, zoals altijd, seksuele selectie, het uitkiezen van partners op grond van bepaalde kenmerken. In 2006 en 2007 waren er invloedrijke artikelen verschenen die stelden dat bij sauropoden respectievelijk giraffes seksuele selectie de belangrijkste factor was geweest bij nekverlenging. Later kregen deze verklaringen hevige kritiek te verduren maar in 2009 waren ze nog gangbaar. Daarom gaven de beschrijvers volle aandacht aan deze hypothese. Senter gaf verschillende mogelijke aanwijzingen die zouden kunnen wijzen op seksuele selectie. Op twee daarvan kon Miragaia getoetst worden. Als een kenmerk duidelijke overige nadelen bezit, is het waarschijnlijker dat seksuele selectie een rol speelt. Dit schijnt voor Miragaia op te gaan want een langere nek zou het dier kwetsbaarder gemaakt hebben voor een aanval van roofdieren. Een tweede aanwijzing is het ontbreken van eenduidig direct voordeel. Dat lijkt op Miragaia niet van toepassing te zijn want een evident functie was gelegen in het bereiken van hogere plantendelen. De beschrijvers kwamen op dit punt niet tot een conclusie; nieuwe vondsten zouden wellicht kunnen aantonen of er sprake was van seksuele dimorfie.
Verder bespraken de beschrijvers de mogelijke invloed van een nicheverdeling. Dat het biotum waarin Miragaia leefde geen middelgrote sauropoden bevatte, alleen de reuzen Lusotitan, Dinheirosaurus en Turiasaurus, kan ertoe geleid hebben dat de neklengte toenam om die niche te vullen. Aan de andere kant overlapte het nekbereik dat van de ornithopode Draconyx en mogelijke andere Iberische stegosauriërs: Spaanse resten zijn immers aan Dacantrurus en zelfs Stegosaurus toegewezen. Ook hier stonden de gegevens dus geen eenduidige gevolgtrekking toe. Of een lange nek nu een bevestiging was van de hypothese dat de meeste stegosauriërs op hun achterpoten stonden voor een groter bereik — hij toont immers aan dat het eten op hogere vegetatielagen kennelijk voorkwam — of juist een weerlegging — het zou namelijk ook kunnen duiden op een verandering in eetgewoonten — vond men nog ongewis.
De lange nek zou een extra bescherming nuttig maken en daarvoor dienden wellicht de haken op de rij kleine beenplaten.
In 2024 concludeerde een studie dat de staart van het nieuw ontdekte materiaal wees op een hoge snelheid bij het heen en weer zwiepen maar de relatieve zwakte van de stekels van "thagomiser" duidde erop dat de functie eerder bestond in intimidatie dan een echte inslag.